# Liste der Monuments historiques in Montbras
Die Liste der Monuments historiques in Montbras führt die Monuments historiques in der französischen Gemeinde Montbras auf.

## Liste der Immobilien
| Bezeichnung         | Beschreibung | Standort                 | Kennzeichnung | Schutzstatus   | Datum     | Bild           |
| ------------------- | --- | ------------------------ | ------------- | -------------- | --------- | -------------- |
| Château de Montbras | ehemals quadratische Anlage mit vier Ecktürmen, ab dem Ende des 16. Jahrhunderts erbaut, im 18. Jahrhundert umgestaltet; der Südflügel vermutlich im 17. Jahrhundert niedergelegt, der Westflügel vor 1754; einschließlich der Gärten mit Terrasse und der Innenausstattung im Ostflügel | 3 rue des Érables (Lage) | PA00106586    | Classé Inscrit | 1974 2012 | weitere Bilder |